# Moçambiquespretstjärt
Moçambiquespretstjärt (Erythrocercus livingstonei) är en liten afrikask flugsnapparliknande tätting, nära släkt med cettisångare.

## Utseende och läten
Moçambiquespretstjärt är en liten (11 cm), olivgrön och gul fågel. Stjärten är diagnostiskt lång och rostfärgad, med ett diffust svart subterminalt band. Sydliga populationer är blågrå på hjässan, medan nordliga thomsoni (se nedan) är olivgrön. Bland lätena hörs vassa "chip-chip", medan sången är klar.

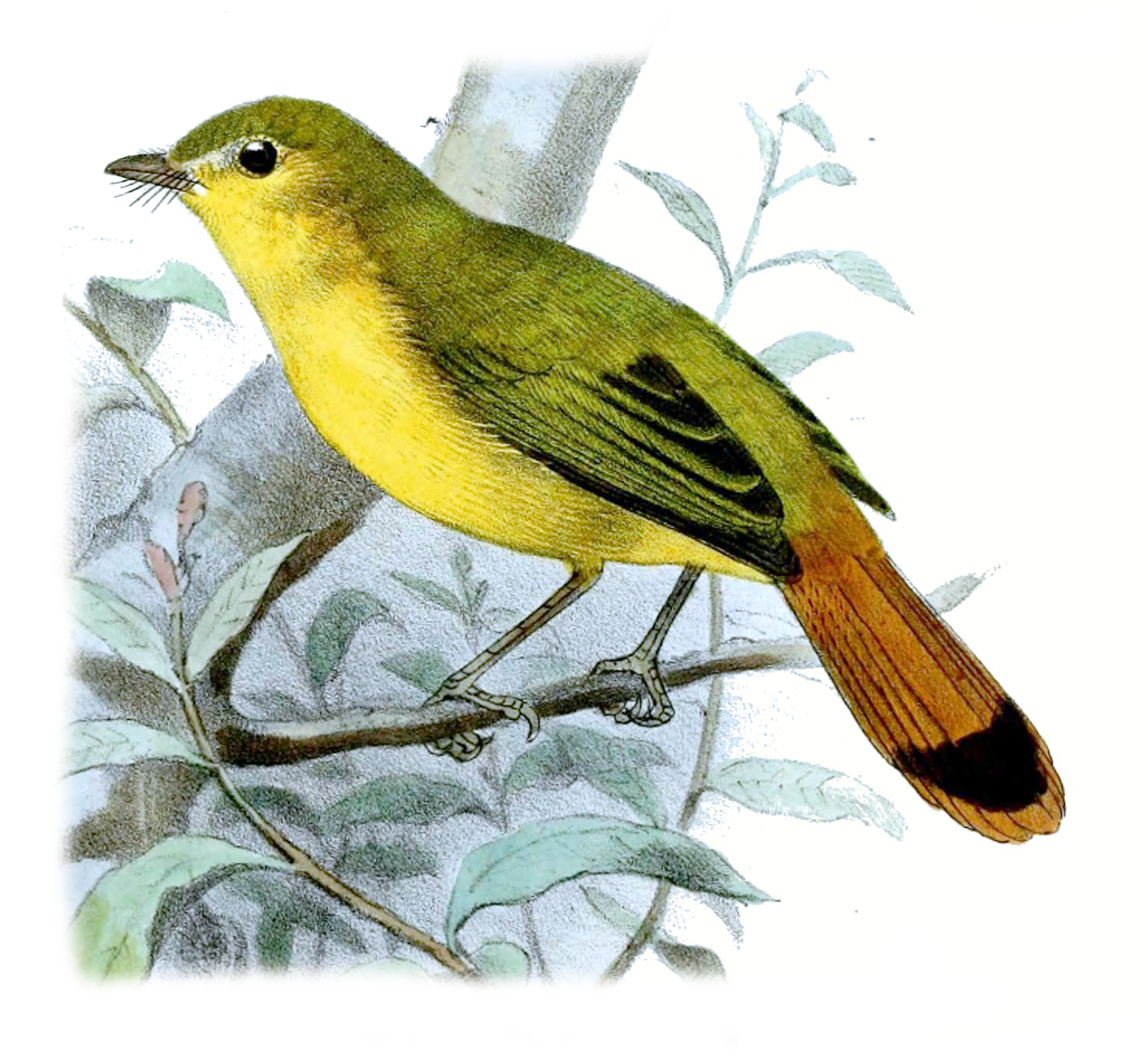

## Utbredning och systematik
Moçambiquespretstjärt delas in i tre underarter med följande utbredning:
- Erythrocercus livingstonei thomsoni – södra Tanzania till Malawi och norra Moçambique

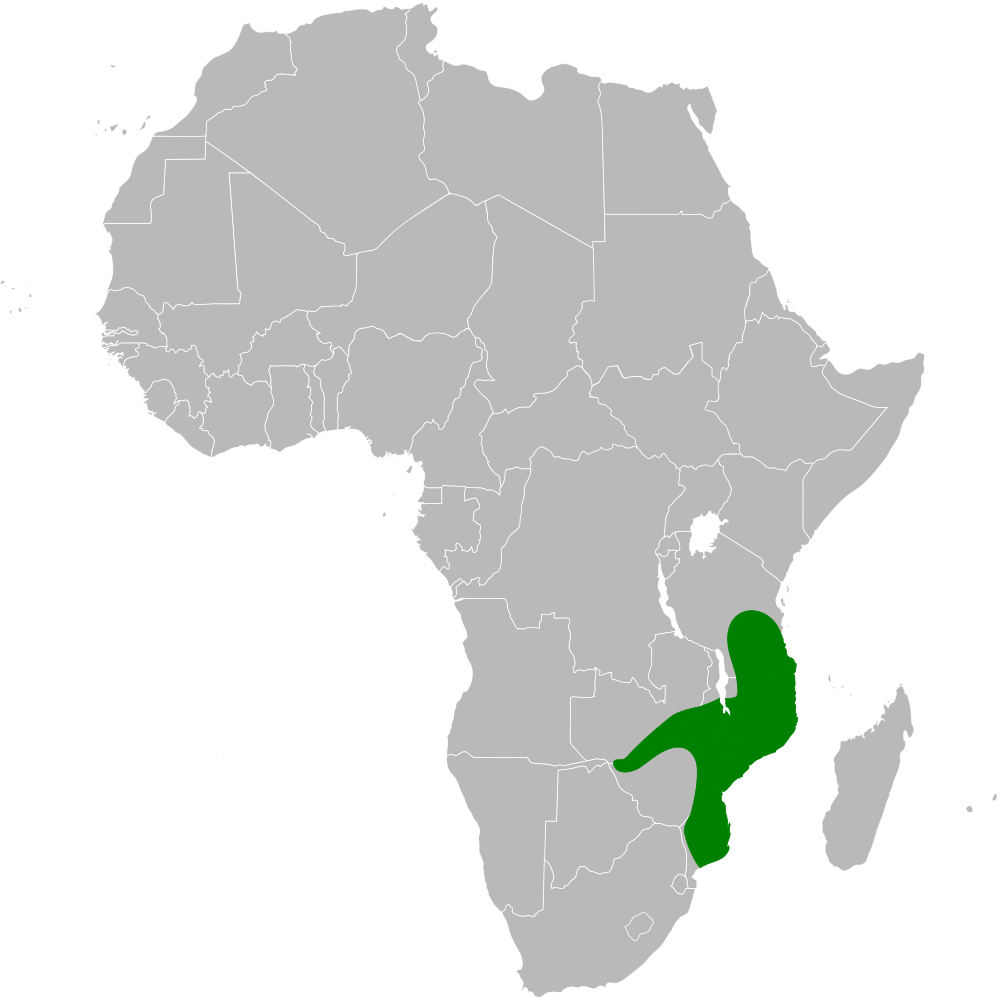
Fågelns utbredningsområde.

- Erythrocercus livingstonei livingstonei – Zambia till Zimbabwe och nordvästra Moçambique
- Erythrocercus livingstonei francisi – södra Malawi och Moçambique (i söder till Limpopofloden)

### Familjetillhörighet
Spretstjärtarna har länge behandlats som monarker (Monarchidae) men DNA-studier visar att de är nära släkt med cettisångare (Cettiidae). Olika auktoriteter hanterar dessa resultat på olika vis. Vissa inkluderar dem och snårsångaren (Scotocerca) i familjen cettisångare, som då byter vetenskapligt namn till Scotocercidae som har prioritet före Cettiidae. Andra bryter ut både spretstjärtarna och snårsångaren till egna familjer, Erythrocercidae respektive Scotocercidae, varvid cettisångarna behåller det vetenskapliga namnet Cettiidae.

## Levnadssätt
Moçambiquespretstjärten hittas i flod- och kustnära skogar. Där ses den i par eller små familjegrupper, utanför häckningstid även i artblandade flockar. Den är i konstant rörelse och breder ut liksom knycker stjärten. Födan är i stort okänd men tros bestå av små ryggradslösa djur. Fågeln häckar i december och januari i Zambia, december–mars i Malawi och februari–mars i Moçambique.

## Status och hot
Arten har ett stort utbredningsområde och en stor population med stabil utveckling och tros inte vara utsatt för något substantiellt hot. Utifrån dessa kriterier kategoriserar internationella naturvårdsunionen IUCN arten som livskraftig (LC). Världspopulationen har inte uppskattats men den beskrivs som ovanlig till lokalt vanlig.

## Namn
Fågelns vetenskapliga artnamn hedrar David Livingstone (1813–1873), skotsk missionär och upptäcktsresande i tropiska Afrika. Tidigare kallades den livingstonespretstjärt även på svenska, men tilldelades 2023 ett mer informativt namn av BirdLife Sveriges taxonomikommitté. Den har tidigare även kallats rödstjärtad elminia på svenska, när man trodde att både spretstjärtar och elminior var en del av familjen monarker.